# Універсали Богдана Хмельницького
Універсали Богдана Хмельницького — універсали (актові документи), видані Богданом Хмельницьким у 1648–1657 роках за часів Хмельниччини.
На даний момент дослідникам відомі 158 оригінальних універсалів та наказів, 11 угод та вимог, також віднайдено в архівах 13 підроблених та сумнівного змісту універсалів, які приписувалися Богданові Хмельницькому.

## Угоди та вимоги 1648 — 1654 рр.
| 1.  | Умови Запорозького Війська, передані через Захарія Хмельницького та Анджея Мокрського Яну Казимиру                                           | 1648 року, листопада близько 5 (15) | під Замостям       |
| 2.  | Проект угоди Богдана Хмельницького з комісарами Речі Посполитої                                                                              | 1649 року, лютого близько 14 (24)   | Переяслав          |
| 3.  | Угода Богдана Хмельницького з комісарами Речі Посполитої                                                                                     | 1649 року, лютого близько 14 (24)   | Переяслав          |
| 4.  | Вимоги Запорозького Війська до Яна Казимира і уряду Речі Посполитої про умови замирення                                                      | 1649 року, лютого близько 14 (24)   | Переяслав          |
| 5.  | Вимоги Запорозького Війська, передані Яну Казимиру                                                                                           | 1649 року, серпня 7 (17)            | табір під Зборовом |
| 6.  | З вимоги Запорозького Війська до польського короля Яна Казимира                                                                              | 1649 року, серпня 7 (17)            | табір під Зборовом |
| 7.  | Умови мирного договору Богдана Хмельницького з Річчю Посполитою, викладені в його листі до короля Яна Казимира                               | 1650 року, березень                 |                    |
| 8.  | Прохання Богдана Хмельницького у справах Запорозького Війська, передані королеві Яну Казимиру та сенатові                                    | 1650 року, листопад                 |                    |
| 9.  | Умови мирного договору Богдана Хмельницького з Річчю Посполитою, викладені в його листі надісланому молдавському господареві Василеві Лупулу | 1652 року, серпень                  |                    |
| 10. | Прохання Богдана Хмельницького до Олексія Михайловича про підтвердження прав і привілеїв українського народу                                 | 1654 року, лютого 17 (27)           |                    |
| 11. | Проект договору Запорозького Війська з Османською імперією про торгівлю                                                                      | 1650-ті роки                        |                    |

## Універсали 1648 р.
| 12.  | Наказ Богдана Хмельницького послам від Запорозького Війська до Владислава IV | червня 2 (12)                  | під Білою Церквою |
| 13.  | Універсал Богдана Хмельницького про недоторканість майна Прилуцького Густинського Троїцького монастиря                                                                                  | червня 17 (27)                 | Чигирин           |
| 14.  | Універсал Богдана Хмельницького про підтвердження прав Прилуцького Густинського Троїцького монастиря на його володіння і про заборону записувати в козаки монастирських підданих        | липня 2 (12)                   | Чигирин           |
| 15.  | Універсал Богдана Хмельницького прилуцьким сотникові і отаманові про покарання учасників нападу на Прилуцький Густинський Троїцький монастир на чолі з Костем Карпенком та Карпом Лихим | липня 2 (12)                   | Чигирин           |
| 16.  | Універсал Богдана Хмельницького про заборону Запорозькому Війську чинити шкоду в маєтностях литовських панів                                                                            | липня 17 (27)                  | Паволоч           |
| 17.  | Універсал Богдана Хмельницького про захист володінь Владислава Домініка Заславського | липня 20 (30)                  | Паволоч           |
| 18.  | Універсал Богдана Хмельницького з повідомленням про мир і попередження, щоб шляхта не пригноблювала селян та не чинила утисків православній вірі                                        | грудня 2 (12)                  | Острог            |
| 18а. | Універсал Богдана Хмельницького про припинення бунтів та відправу Степана Гирича на втихомирення свавільників                                                                           | грудня 11 (21)                 | Білопілля         |
| 19.  | Універсал Богдана Хмельницького про «послушенство» селян сіл Вишеньки та Великі і Малі Дмитровичі Київському Флорівському монастирю                                                     | грудня 22 (1649 року, січня 1) | Київ              |
| 20.  | Універсал Богдана Хмельницького про «послушенство» селян Підгірців Печерському дівочому монастиреві                                                                                     | грудня 28 (1649 року, січня 7) | Київ              |
| 21.  | Універсал Богдана Хмельницького про заборону порушувати земельні володіння шляхтича Себастіяна Снетинського у Коростишеві і Городську                                                   | грудня 29 (1649 року, січня 8) | Київ              |

## Універсали 1649 р.
| 22. | Універсал Богдана Хмельницького миргородському і прилуцькому полковникам про покарання козаків, які втручаються у церковні справи та зневажають священиків | лютого 23 (березня 5) | Чигирин   |
| 23. | Універсал Богдана Хмельницького про заборону козакам чинити будь-які кривди у Литовському князівстві                                                       | лютого 27 (березня 6) | Переяслав |
| 24. | Універсал Богдана Хмельницького про дозвіл Київському Пустинному Микільському монастиреві ловити рибу в Дніпрі                                             | березня 11 (21)       | Мошни     |
| 25. | Проїзний універсал Богдана Хмельницького корінфському митрополитові Іосафу на поїздку до Москви                                                            | травня 1 (11)         | Чигирин   |
| 26. | Універсал Богдана Хмельницького ніжинському купцеві Гнатові Івановичу на вільну безмитну торгівлю                                                          | серпня 26 (вересня 5) | Паволоч   |
| 27. | Універсал Богдана Хмельницького про заборону робити шкоду Прилуцькому Густинському Троїцькому монастиреві в його млині у селі Валках                       | жовтня 8 (18)         | Чигирин   |
| 28. | Універсал Богдана Хмельницького про затвердження Івана Скиндера чернігівським війтом                                                                       | листопада 8 (18)      | Київ      |
| 29. | Універсал Богдана Хмельницького про заборону козакам робити шкоду в лісах Київського Михайлівського Золотоверхого монастиря                                | листопада 12 (22)     | Київ      |
| 30. | Інструкція Богдана Хмельницького послам Запорозького Війська на Варшавський сейм                                                                           | наприкінці листопада  | Чигирин   |

## Універсали 1650 р.
| 31. | Універсал Богдана Хмельницького про «послушенство» міщян села Кищенці Ілляшеві Пекулицькому                                                                                    | лютого 23 (березня 5) | Чигирин |
| 32. | Наказ Богдана Хмельницького послам Запорозького Війська до короля Яна Казимира                                                                                                 | березня 10 (20)       | Київ    |
| 33. | Універсал Богдана Хмельницького про «послушенство» міщян Максимівки і Городища ченцям Київського Пустинного Микільського монастиря                                             | квітня 26 (травня 6)  | Чигирин |
| 34. | Наказ Богдана Хмельницького київському полковникові Антонові Ждановичу вислати сотню козаків на допомогу кримському ханові                                                     | травня 24 (червня 3)  | Чигирин |
| 35. | Наказ Богдана Хмельницького чернігівському полковникові Мартинові Небабі карати порушників миру з Річчю Посполитою                                                             | травня 27 (червня 6)  | Чигирин |
| 36. | Наказ Богдана Хмельницького ніжинському полковникові Прокопові Шумейку не перешкоджати шляхті повертатися до своїх маєтків                                                     | липня 31 (серпня 10)  | Іркліїв |
| 37. | Наказ Богдана Хмельницького про призначення бужинського сотника Лук'яна Сухині ніжинським полковником                                                                          | серпня 1 (11)         | Іркліїв |
| 38. | Універсал Богдана Хмельницького про заборону чинити утиски ніжинським міщанам                                                                                                  | серпня 1 (11)         | Чигирин |
| 39. | Наказ Богдана Хмельницького білоцерківському полковникові Михайлові Громиці йти походом на Уманський шлях і в дорозі не чинити шкоди шляхті                                    | серпня 2 (12)         | Чигирин |
| 40. | Наказ Богдана Хмельницького михайлівським сотникові та війтові про заборону будь-кому, крім ченців Київського Пустинного Микільського монастиря, перевозити човнами через Рось | серпня 9 (19)         | Мошни   |
| 41. | Універсал Богдана Хмельницького ніжинському полковникові і старшині про припинення захоплень шляхетських маєтностей                                                            | серпня 10 (20)        | Іркліїв |
| 42. | Універсал Богдана Хмельницького жителям Київського і Чернігівського воєводств та Житомирського повіту з наказом не кривдити шляхту                                             | серпня 28 (вересня 7) | Ямпіль  |
| 43. | Універсал Богдана Хмельницького полковникам про покарання селян, які повстали проти шляхти                                                                                     | вересня 20 (30)       | Ямпіль  |
| 44. | Наказ Богдана Хмельницького уманському полковникові допомогти польному гетьманові Марцінові Калиновському у збиранні данини                                                    | вересня 23 (жовтня 3) | Брацлав |

## Універсали 1651 р.
| 45. | Універсал Богдана Хмельницького про передачу Київському Богоявленському Братському монастиреві села Мостище, що раніше належало київським домініканцям                                        | січня 11 (21)            | Чигирин            |
| 46. | Універсал Богдана Хмельницького про заборону чинити утиски Лубенському Мгарському монастиреві                                                                                                 | травня 9 (19)            | Табір під Зборовом |
| 47. | Універсал Богдана Хмельницького про заборону порушувати володіння Максаківського Спасо-Преображенського монастиря                                                                             | травня 15 (25)           | Табір під Зборовом |
| 48. | Універсал Богдана Хмельницького про «послушенство» ховмських, ядутинських, прачанських, височанських, красноставських і максаківських селян Максаківському Спасо-Преображенському монастиреві | травня 16 (26)           | Табір під Зборовом |
| 49. | Універсал Богдана Хмельницького про заборону перешкоджати ченцям Київського Межигірського монастиря у володінні Харковецьким ставом та млином                                                 | травня 24 (червня 3)     | Табір під Зборовом |
| 50. | Наказ Богдана Хмельницького білоцерківському, вінницькому, брацлавському, уманському та паволоцькому полковникам привести полки під Білу Церкву                                               | липня 7 (17)             | Під Білою Церквою  |
| 51. | Універсал Богдана Хмельницького про забезпечення московських послів харчами, підводами та провідниками                                                                                        | листопада 24 (грудня 4)  | Чигирин            |
| 52. | Універсал Богдана Хмельницького про «послушенство» жителів села Вереміївки Київському Пустинно-Микільському монастиреві                                                                       | листопада 30 (грудня 10) | Чигирин            |
| 53. | Універсал Богдана Хмельницького про «послушенство» жителів села Максимівки і Городища Київському Пустинно-Микільському монастиреві                                                            | листопада 30 (грудня 10) | Чигирин            |
| 54. | Наказ Богдана Хмельницького отаманам і жителям сіл Хацьки і Голов'ятине не чинити шкоди в Бузокові - хуторі Печерського монастиря                                                             | грудня 5 (15)            | Чигирин            |

## Універсали 1652 р.
| 55. | Наказ Богдана Хмельницького чернігівському полковникові Степанові Пободайлу про виведення козаків з Чернігівського у Київське воєводство і про «послушенство» підданих панам | січня 28 (лютого 7)   | Чигирин                   |
| 56. | Універсал Богдана Хмельницького про підтвердження прав Київського Пустинного Микільського монастиря безперешкодно ловити рибу в Дніпрі                                       | березня 30 (квітня 9) | Чигирин                   |
| 57. | Проїзний універсал Богдана Хмельницького Андрієві Кузнецову та Костянтинові Волкову                                                                                          | квітня 20 (30)        | Чигирин                   |
| 58. | Наказ Богдана Хмельницького ковалинським козакам давати Київському Пустинному Микільському монастиреві десятину, покотельщину та очкове.                                     | травня 30 (червня 9)  | Чигирин                   |
| 59. | Універсал Богдана Хмельницького про захист міста Києва від військових переходів і постоїв                                                                                    | червня 8 (18)         | Під Кам'янцем-Подільським |
| 60. | Універсал Богдана Хмельницького про взяття під захист Івана Шинявського, старшини і шляхти ніжинської, а також їхнього майна                                                 | червня 18 (28)        | Табір під Баром           |
| 61. | Проїзний універсал Богдана Хмельницького Костянтинові Мануйлові | липня 14 (24)         | Суботів                   |
| 62. | Універсал Богдана Хмельницького про надання двох млинових кіл у селі Валках Прилуцькому Густинському Троїцькому монастиреві                                                  | липня 19 (29)         | Чигирин                   |
| 63. | Універсал Богдана Хмельницького музикам на Задніпров'ї, організованим у цех, з наказом слухатись цехмістра Грицька Ілляшенка-Макущенка                                       | вересня 27 (жовтня 7) | Чигирин                   |

## Універсали 1653 р.
| 64. | Універсал Богдана Хмельницького про надання Лубенському Мгарському монастиреві млина в Тишках                         | січня 22 (лютого 1)    | Чигирин         |
| 65. | Наказ Богдана Хмельницького про заборону міщанам і козакам Пріорки захоплювати землі і сіножаті київського магістрату | червня 2 (12)          | Табір під Баром |
| 66. | Універсал Богдана Хмельницького про заборону вимагати будь-яку данину від київських міщан                             | червня 3 (13)          | Табір під Баром |
| 67. | Заява Богдана Хмельницького королеві Яну Казимиру про причини війни та умови перемир'я                                | червня 13 (20) (23-30) | Під Меджибожем  |
| 68. | Наказ Богдана Хмельницького почепському сотникові про сувору заборону кривдити московське населення                   | липня 14 (24)          | Чигирин         |
| 69. | Універсал Богдана Хмельницького про надання Київському Межигірському монастиреві села Чернин                          | грудня 20 (30)         | Корсунь         |

## Універсали 1654 р.
| 70. | Універсал Богдана Хмельницького старшині Запорозького Війська про необхідність готувати зброю для відсічі ворога                                                                                               | січня 7 (17)               | Переяслав            |
| 71. | Універсал Богдана Хмельницького про звільнення настаської шляхти від військової служби та постоїв військ | січня 15 (25)              | Насташка             |
| 72. | Універсал Богдана Хмельницького про заборону виробляти і продавати горілку в Києві, оскільки це шкодить міщанам і військовій скарбниці                                                                         | січня 17 (27)              | Переяслав            |
| 73. | Наказ Богдана Хмельницького послові в Москву Филонові Гаркуші добиватися від царя підтвердження прав українського народу та передати відомості про воєнні дії                                                  | березня 21 (31)            | Чигирин              |
| 74. | Універсал Богдана Хмельницького Остафієві Стоматаєнку на збирання податків з іноземних купців | квітня 28 (травня 8)       | Чигирин              |
| 75. | Наказ Богдана Хмельницького київському полковникові про надання містечка Вигурівщина ігуменові Київського Михайлівського монастиря Феодосію Василевичу                                                         | травня 21 (31)             | Чигирин              |
| 76. | Універсал Богдана Хмельницького про захист маєтностей Євксентія Жеребила | травня 22 (червня 1)       | Чигирин              |
| 77. | Універсал Богдана Хмельницького про «послушенство» і підданство міщан Вигурівщини ігуменові Київського Михайлівського монастиря                                                                                | травня 22 (червня 1)       | Чигирин              |
| 78. | Наказ Богдана Хмельницького черкаському полковникові відмежувати пасіку Київського Печерського монастиря та повернути останньому його землі                                                                    | травня 22 (червня 1)       | Чигирин              |
| 79. | Наказ Богдана Хмельницького київському полковникові карати свавільників, які виловлюють рибу в урочищах Київського Видубицького монастиря                                                                      | травня 25 (червня 4)       | Чигирин              |
| 80. | Наказ Богдана Хмельницького миргородському сотникові Кирилові Якименку, послові до Олексія Михайловича | липня 1 (11)               | Київ                 |
| 81. | Універсал Богдана Хмельницького про заборону кривдити міщан та шляхту містечка Насташка | липня 3 (13)               | Київ                 |
| 82. | Універсал Богдана Хмельницького про підтвердження прав Козелецького Георгіївського монастиря на земельні володіння                                                                                             | липня 9 (19)               | Табір під Фастовом   |
| 83. | Універсал Богдана Хмельницького переяславському протопопові Григорієві на міські ґрунти з березняком за селами Попівці і Руда                                                                                  | липня 27 (серпня 6)        | Табір під Фастовом   |
| 84. | Універсал Богдана Хмельницького про дозвіл київській капітулі ситити мед | серпня 4 (14)              | Табір під Фастовом   |
| 85. | Наказ Богдана Хмельницького послові до московського уряду Антонові Ждановичу про передачу відомостей з приводу татар і османів та проханням не приймати свавільників, які тікають з України                    | вересня 28 (жовтня 8)      | Табір під Крилівцями |
| 86. | Універсал Богдана Хмельницького про підтвердження прав Максаківського Спасо-Преображенського монастиря на села Холми, Ядутин, Прачі, Високе, Красностав і Максаки                                              | жовтня 11 (21)             | Біла Церква          |
| 87. | Наказ Богдана Хмельницького ніжинському наказному полковникові не чинити перешкоди Максаківському монастиреві у володінні селами                                                                               | жовтня 11 (21)             | Біла Церква          |
| 88. | Універсал Богдана Хмельницького про звільнення шляхти села Насташка від військових постоїв | жовтня 14 (24)             | Рокитне              |
| 89. | Наказ Богдана Хмельницького послам до московського уряду Богданові Кондратенку з товаришами розповісти про загрозу наступу татарських і польських військ на Україну                                            | жовтня 24 (листопада 3)    | Корсунь              |
| 90. | Універсал Богдана Хмельницького про закріплення за Ніжинським Ветхоріздвяним Георгіївським Красноострівським монастирем наданого йому ніжинським полковником містечка Мрин з приналежними до останнього селами | листопада 22 (грудня 2)    | Корсунь              |
| 91. | Підтвердження Богданом Хмельницьким універсалу ніжинського полковника Івана Золотаренка про дозвіл Ніжинському Благовіщенському Красноострівському монастиреві побудувати млин на річці Сеймі у Нових Млинах   | не раніше листопада 4 (14) |                      |

## Універсали 1655 р.
| 92.  | Універсал Богдана Хмельницького про дозвіл священикам Київської капітули ситити мед                                                              | квітня 6 (16)           | Чигирин           |
| 93.  | Універсал Богдана Хмельницького про закріплення за Лубенським Мгарським монастирем земель, наданих йому Раїною Вишневецькою                      | квітня 28 (травня 8)    | Чигирин           |
| 94.  | Універсал Богдана Хмельницького про надання Батуринському Крупицькому Миколаївському монастиреві села Хмелів                                     | квітня 28 (травня 8)    | Чигирин           |
| 95.  | Наказ Богдана Хмельницького жителям сіл Боршня, Валки і Полове гатити греблю Прилуцького Густинського Троїцького монастиря                       | травня 15 (25)          | Чигирин           |
| 96.  | Універсал Богдана Хмельницького про надання Прилуцькому Густинському Троїцькому монастиреві кола у Валківському млині                            | травня 15 (25)          | Чигирин           |
| 97.  | Універсал Богдана Хмельницького про дозвіл Прилуцькому Густинському Троїцькому монастиреві брати мірку в Шкуратишиному млині                     | травня 15 (25)          | Чигирин           |
| 98.  | Універсал Богдана Хмельницького про підтвердження прав Прилуцького Густинського Троїцького монастиря на володіння                                | травня 15 (25)          | Чигирин           |
| 99.  | Універсал Богдана Хмельницького про надання Прилуцькому Густинському Троїцькому монастиреві села Полове                                          | травня 16 (26)          | Чигирин           |
| 100. | Універсал Богдана Хмельницького про закріплення села Ольшанка за Лубенським Мгарським монастирем                                                 | травня 31 (червня 10)   | Корсунь           |
| 101. | Універсал Богдана Хмельницького про затвердження Феодосія Софоновича ігуменом Київського Михайлівського Золотоверхого монастиря                  | червня 2 (12)           | Богуслав          |
| 102. | Універсал Богдана Хмельницького про надання Павлові Хмельницькому у користування сіл Бугаївка, Беркове, Масани і Борщівка                        | червня 15 (25)          | Київ              |
| 103. | Універсал Богдана Хмельницького про передачу Федаківського млина під Трипіллям Київському Михайлівському Золотоверхому монастиреві               | червня 15 (25)          | Київ              |
| 104. | Універсал Богдана Хмельницького про дозвіл капітулі Київського Братського монастиря ситити мед на свята                                          | червня 18 (28)          | Хотів             |
| 105. | Універсал Богдана Хмельницького Якимові Сомковичу на користування панськими землями у Воронькові і Розові за суму, внесену до військового скарбу | червня 26 (липня 6)     | Табір під Баром   |
| 106. | Звернення Богдана Хмельницького до жителів Львова про умови перемир'я з Запорозьким Військом                                                     | жовтня 3 (13)           | Табір під Львовом |
| 107. | Універсал Богдана Хмельницького про заборону козакам вимагати від київських міщан підводи і данину                                               | листопада 26 (грудня 6) | Паволоч           |

## Універсали 1656 р.
| 108. | Універсал Богдана Хмельницького про дозвіл Київському Братському монастиреві ситити мед                                                                                           | січня 9 (19)                    | Чигирин  |
| 109. | Універсал Богдана Хмельницького про надання Київському Братському монастиреві сіл Ксавери, Мухоїди, Плисецьке, Черногородка і Сарновичі, Обиходи і Базар                          | січня 9 (19)                    | Чигирин  |
| 110. | Універсал Богдана Хмельницького про заборону чинити будь-які утиски і кривди ніжинським міщанам                                                                                   | січня 9 (19)                    | Чигирин  |
| 111. | Універсал Богдана Хмельницького київському полковникові про повернення згідно з судовим рішенням Київському Троїцькому больницькому монастиреві села Бровари                      | січня 12 (22)                   | Чигирин  |
| 112. | Універсал Богдана Хмельницького про призначення Івана Нечая полковником у Білу Русь                                                                                               | січня 29 (лютого 8)             | Чигирин  |
| 113. | Універсал Богдана Хмельницького про надання Прилуцькому Густинському Троїцькому монастиреві ступного кола у Валківському млині                                                    | лютого 10 (20)                  | Чигирин  |
| 114. | Універсал Богдана Хмельницького про дозвіл Київському Пустинному Микільському монастиреві побудувати млин в селі Савин                                                            | березня 2 (12)                  | Чигирин  |
| 115. | Проїзний універсал Богдана Хмельницького Янові Франциску Любовицькому | березня 8 (18)                  | Чигирин  |
| 116. | Проїзний універсал Богдана Хмельницького Янові Пясочинському | березня 9 (19)                  | Чигирин  |
| 117. | Універсал Богдана Хмельницького про надання Київському Межигірському монастиреві містечка Вишгород з селами Петрівці і Мощани                                                     | березня 21 (31)                 | Чигирин  |
| 118. | Універсал Богдана Хмельницького про підтвердження прав на володіння любецького сотника Сави Унучки, Артема Красноковського та інших шляхтичів, які служать у Запорозькому війську | березня 31 (квітня 10)          | Чигирин  |
| 119. | Універсал Богдана Хмельницького про охорону земель Гадяцького монастиря | квітня 18 (28)                  | Чигирин  |
| 120. | Універсал Богдана Хмельницького про закріплення за Батуринськиму Крупицьким Миколаївським монастирем млина у Липовову                                                             | травня 1 (11)                   | Богуслав |
| 121. | Універсал Богдана Хмельницького товаришеві Чернігівського полку Оникію Силичу про надання йому млина на річці Білоусівка                                                          | травня 3 (13)                   | Чигирин  |
| 122. | Універсал Богдана Хмельницького місту Слуцьк про захист його від постоїв і переходів військ                                                                                       | травня 7 (17)                   | Чигирин  |
| 123. | Універсал Богдана Хмельницького про підтвердження прав Батуринського Крупицького монастиря на володіння землями                                                                   | травня 11 (21)                  | Корсунь  |
| 124. | Універсал Богдана Хмельницького Павлові Тетері про звільнення його млина під Переясловом від сплати орендарських мірок                                                            | травня 18 (28)                  | Чигирин  |
| 125. | Універсал Богдана Хмельницького про заборону робити шкоду в лісах і сіножатях Максаківського Спасо-Преображенського монастиря                                                     | червня 5 (15)                   | Чигирин  |
| 126. | Наказ Богдана Хмельницького послам від Запорозького війська до Олексія Михайловича Іванові Скоробагатому та Остафієві Федьковичу                                                  | червня 7 (17)                   | Гадяч    |
| 127. | Універсал Богдана Хмельницького про закріплення за Київським Пустинним Микільським монастирем села Павловичі (Копіївщина)                                                         | червня 11 (21)                  | Хорол    |
| 128. | Універсал Богдана Хмельницького про закріплення за Батуринським Крупицьким монастирем сіл Спаське Поле, Божок, Любитів, Заболотів і Озаричі                                       | червня 17 (27)                  | Липовець |
| 129. | Універсал Богдана Хмельницького про закріплення за Олефіром Радченком села Постовбиці                                                                                             | червня 26 (липня 6)             | Чигирин  |
| 130. | Універсал Богдана Хмельницького про закріплення за Юрієм Бакуринським сіл Велика Вісь, Осняки, Ріпки та ін.                                                                       | червня 26 (липня 6)             | Чигирин  |
| 131. | Універсал Богдана Хмельницького про надання Лубенському Мгарському монастиреві сіл Луки і Хитці                                                                                   | червня 29 (липня 9)             | Чигирин  |
| 132. | Наказ Богдана Хмельницького Ярмолі повернути Охрімові Троцю та Буйбузиші сіножать                                                                                                 | липня 12 (22)                   | Чигирин  |
| 133. | Заява Богдана Хмельницького Юрієві Ракоці про те, що Запорозьке військо перебуватиме з ним та його союзниками - воєводами Молдавії та Валахії у дружбі                            | липня 18 (28)                   | Чигирин  |
| 134. | Наказ Богдана Хмельницького послові Запорозького війська Романові Гапоненку про те, як вести переговори у Вільні                                                                  | липня 26 (серпня 5)             | Чигирин  |
| 135. | Наказ Богдана Хмельницького своїм послам до Юрія Ракоці Іванові Ковалівському та Іванові Груші                                                                                    | липня 29 (серпня 8)             | Чигирин  |
| 136. | Універсал Богдана Хмельницького полковникові Іванові Нечаєві про заборону чинити утиски Слуцьку                                                                                   | серпня 6 (16)                   | Чигирин  |
| 137. | Універсал Богдана Хмельницького про надання Київському Іорданському Михайлівському монастиреві містечка Ходосіївка і села Криничі                                                 | серпня 8 (18)                   | Чигирин  |
| 138. | Універсал Богдана Хмельницького про заборону чинити кривди Семенові Валаху | серпня 28 (вересня 7)           | Чигирин  |
| 139. | Універсал Богдана Хмельницького про надання Лаврентію Борозні сіл Горськ, Клюси, Жолведи та ін.                                                                                   | вересня 2 (12)                  | Чигирин  |
| 140. | Універсал Богдана Хмельницького Мартинові і Федорові Воронам на володіння селами у Стародубському повіті                                                                          | вересня 2 (12)                  | Чигирин  |
| 141. | Універсал Богдана Хмельницького про заборону брати побори та підводи у селах Клюси, Горськ, Хоромне і Куршоновичі                                                                 | вересня 3 (13)                  | Чигирин  |
| 142. | Універсал Богдана Хмельницького Михайлові та Іллі Рубцям на володіння селами і хуторами у Стародубському повіті                                                                   | вересня 4 (14)                  | Чигирин  |
| 143. | Універсал Богдана Хмельницького про дозвіл побудувати монастир на Ірдині і про надання йому земель                                                                                | вересня 20 (30)                 | Чигирин  |
| 144. | Універсал Богдана Хмельницького про підтвердження універсалу київського полковника Павла Хмельницького щодо надання землі городовому отаманові Петрові Бутримовичу                | жовтня 8 (18)                   | Чигирин  |
| 145. | Універсал Богдана Хмельницького київському полковникові Павлові Хмельницькому про наведення порядку серед київськиї шевців                                                        | жовтня 9 (19)                   | Чигирин  |
| 146. | Універсал Богдана Хмельницького про залишення міщанам Козельця міських прибутків                                                                                                  | жовтня 10 (20)                  | Чигирин  |
| 147. | Універсал Богдана Хмельницького про звільнення карпилівців і плосколізців від усіх повинностей на користь Київського Кирилівського монастиря                                      | жовтня 18 (28)                  | Чигирин  |
| 148. | Універсал Богдана Хмельницького Війську Запорозькому про взяття під гетьманську оборону і протекцію маєтку князя Богуслава Радзивілла у м. Слуцьку                                | листопад 17 (27)                | Чигирин  |
| 149. | Універсал Богдана Хмельницького про надання привілеїв шевському цехові в Козельці                                                                                                 | листопад 18 (28)                | Чигирин  |
| 150. | Універсал Богдана Хмельницького про висилку на допомогу князеві Юрієві Ракоці козацького війська                                                                                  | грудня 31 (1657 року, січня 10) | Чигирин  |

## Універсали 1657 р.
| 151. | Універсал Богдана Хмельницького про підтвердження прав Василя Ласка на млин на річці Острі під Козельцем                                          | березня 3 (13)       | Чигирин |
| 152. | Універсал Богдана Хмельницького про надання Лубенському Мгарському монастиреві сіножатей лубенських бернардинців                                  | березня 5 (15)       | Чигирин |
| 153. | Універсал Богдана Хмельницького Запорозькому Війську про ставлення до львівських міщан як до своїх людей                                          | березня 9 (19)       | Чигирин |
| 154. | Універсал Богдана Хмельницького з дозволом київським міщанам вести торгівлю з Старим Биховом, який піддався під владу Запорозького війська        | березня 15 (25)      | Чигирин |
| 155. | Універсал Богдана Хмельницького про заборону робити шкоду у маєтностях Богуслава Радзивілла                                                       | квітня 16 (26)       | Чигирин |
| 156. | Універсал Богдана Хмельницького про вільний пропуск послів Фердинанда ІІІ                                                                         | квітня 18 (28)       | Чигирин |
| 157. | Наказ Богдана Хмельницького послові до Москви Федорові Коробці про переговори Речі Посполитої з Османською імперією та інші справи                | квітня 23 (травня 3) | Чигирин |
| 158. | Універсал Богдана Хмельницького про дозвіл грецьким купцям самим вирішувати свої купецькі справи                                                  | травня 2 (12)        | Чигирин |
| 159. | Універсал Богдана Хмельницького про закріплення за Павлом Ярмултовським сіл Вербичі та Горбове                                                    | травня 4 (14)        | Чигирин |
| 160. | Універсал Богдана Хмельницького чернігівському єпископу Лазареві Барановичу на володіння маєтностями єпископства                                  | травня 27 (червня 6) | Чигирин |
| 161. | Універсал Богдана Хмельницького купцям-грекам Павлові і Степанові Юрієвичам на безмитну торгівлю                                                  | червня 16 (26)       | Чигирин |
| 162. | Універсал Богдана Хмельницького про повернення дітям колишнього паволоцького полковника Івана Миньківського сіл Миньківці і Вербівка              | червня 19 (29)       | Чигирин |
| 163. | Універсал Богдана Хмельницького про повернення дітям колишнього паволоцького полковника Івана Миньківського села Верхівня                         | червня 19 (29)       | Чигирин |
| 164. | Універсал Богдана Хмельницького про підтвердження володінь Катерини Грязної                                                                       | червня 23 (липня 3)  | Чигирин |
| 165. | Універсал Богдана Хмельницького про підтвердження запису на купівлю землі і будинку київським протопопом Михайлом Гунашевським                    | червня 24 (липня 4)  | Чигирин |
| 166. | Універсал Богдана Хмельницького про закріплення земель за Лукашем Носовичем                                                                       | червня 24 (липня 4)  | Чигирин |
| 167. | Універсал Богдана Хмельницького про підтвердження прав шляхти Пінського повіту                                                                    | червня 28 (липня 8)  | Чигирин |
| 168. | Універсал Богдана Хмельницького про заборону чинити шкоду на млинах Лубенського Мгарського монастиря у селі Тишки                                 | липня 21 (31)        | Чигирин |
| 169. | Універсал Богдана Хмельницького про підтвердження прав Лубенського Мгарського монастиря на володіння маєтностями, що раніше належали бернардинцям | липня 21 (31)        | Чигирин |

## Сумнівні та підроблені універсали
| 1.  | Універсал Богдана Хмельницького до українського народу з закликом повстати проти шляхти Речі Посполитої       | 1648 | початок                | Чигирин                 |
| 2.  | Універсал Богдана Хмельницького з закликом приєднюватися до повстанців                                        | 1651 | весна                  |                         |
| 3.  | З універсалу Богдана Хмельницького до селян Речі Посполитої                                                   | 1651 | бл. червня             |                         |
| 4.  | Універсал Богдана Хмельницького Запорозькому Війську з наказом готуватися до війни з Річчю Посполитою         | 1652 | березня 24 (квітня 3)  | Чигирин                 |
| 5.  | Універсал-сатира Богдана Хмельницького на шляхетський побут                                                   | 1653 | квітня 10 (20)         | Табір під Батогом       |
| 6.  | Універсал Богдана Хмельницького про надання привілею шевському цеху в Козельці                                | 1656 | листопада 18 (28)      | Чигирин                 |
| 7.  | Універсал Богдана Хмельницького конотопському сотникові Якимові Пашкову на прибутки від млина                 | 1651 | лютого 16 (26)         |                         |
| 8.  | Універсал Богдана Хмельницького Київському Микільському монастиреві на Чигирин-Дуброву та належні до неї села | 1651 | листопада 5 (15)       | Чигирин                 |
| 9.  | Універсал Запорозькому Війську з підтвердженням грамоти Стефана Баторія на Терехтемирів                       | 1655 | січня 15 (25)          | Біла Церква             |
| 10. | Універсал Богдана Хмельницького «всім українським малоросіянам»                                               | 1648 | червень                | Табір під Білою Церквою |
| 11. | Універсал Богдана Хмельницького «Малоросіянам»                                                                | 1653 | серпня 13 (23)         | Переяслав               |
| 12. | Універсал Богдана Хмельницького з закликом до повстання                                                       | 1648 | квітень-травень        |                         |
| 13. | Універсал Богдана Хмельницького «до всіх панів республіки»                                                    | 1648 | вересня, після 14 (24) |                         |